# 今井美紀
今井 美紀（いまい みき、1973年9月23日 - ）は、東京都出身のスポーツジャーナリスト（スポーツライター）、ヨガ・ピラティスアドバンスインストラクター。パーソナルコンディショニングスタジオ『Balancise-バランサイズ-』代表。吉本興業文化人部門所属。

## 来歴・人物
成城大学卒。TBSラジオ954キャスターののちに、スポーツジャーナリストとして、日本プロ野球、アメリカ大リーグ、オリンピックなど各種スポーツを取材し、雑誌などで連載コラムやノンフィクションを執筆。1996年 - 2006年、TBSラジオのナイター中継で、読売ジャイアンツ（巨人）サイドのベンチリポーター・パーソナリティ・ディレクターなどの業務を担当、2007年 - 2008年にはニッポン放送『ショウアップナイター』にてジャイアンツリポーターとして、巨人サイドのベンチリポートを担当した。
その後は、ヨガの指導者として活動する。スポーツの現場におけるヨガコンディショニングの第一人者。アスリートヨガを広めて、全国に多くのインストラクターを輩出している。
Mindset Coaching Schoolを卒業し、身体と心のスペシャリストとして、ヨガ×認知科学コーチングで、アスリートやアーティストのほか、経営者らにコーチングセッションを行っている。ダイエットコーチングでは、3ヶ月で10キロ以上の減量を数多くサポート。リバウンドしないダイエットが好評。ワークショップのほか、大学での講義、企業研修での講演を行うなど、その活動の幅は広い。
InterFM「GreenJacket」に出演中。ラジオでZOOMを取り入れたヨガを行い、毎週コアなリスナーが参加をしている。
IYCヨガベーシック指導者養成コース修了（正式指導者資格取得）、FTP認定マットピラティスアドバンスインストラクター、筋肉バランスの調整を行うキネシオロジストとしてヨガ、ピラティスのインストラクターとして活動。

## 著書
- 「ゴルフヨガ・メソッド―プレー真っすぐ飛ぶ！飛距離が伸びる！中にシューズを履いたまま簡単にできる」三修社（2009年）
- 「原辰徳 －その素顔－」三修社（2009年）